# Wheatley (Oxfordshire)
Wheatley is een civil parish in het bestuurlijke gebied South Oxfordshire, in het Engelse graafschap Oxfordshire met 3913 inwoners.